# Страстная Исабела
«Страстная Исабела» (исп. La pasion de Isabela) — мексиканская 200-серийная мелодрама 1984 года производства телекомпании Televisa.

## Сюжет
1940-е годы. В кабаре «Кумбала» собираются люди из высших слоёв общества, чтобы увидеть концертные шоу. Сораида мечтает стать известной звездой, но мечты остаются иллюзиями из-за отсутствия богатства. Она флиртует с Дарио, не замечая того, что тот весьма опасный.

## Создатели телесериала

### В ролях
- Ана Мартин — Исабела Эрнандес Гальярдо
- Эктор Бонилья — Адольфо Кастаньедо
- Беатрис Агирре — Селина
- Клаудио Брук — адвокат Бруно Эрнандес
- Ана Офелия Мургия — Паулина Гальярдо де Эрнандес
- Делия Касанова — Наталия Перегрина
- Ана Сильветти — Рехина Эрнандес Гальярдо
- Альфонсо Итурральде — Себастьян Ландерос
- Карлос Падилья — Эдуардо Эрнандес Гальярдо
- Роберто Кобо — маэстро на церемонии
- Хемма Куэрво — Сорайда
- Ирма Дорантес — Асусена
- Маргарита Гралия — Одетте
- Сильвия Дербес — Анхела
- Мануэль Ландета
- Рауль Мерас — Мигель Кастильо
- Марта Наварро — Матильде Кастаньедо
- Клаудио Обрегон — Дарио Акоста
- Мария Луиса Алькала — Чонита
- Лусия Паильес — Пакита
- Лилия Прадо — Перла
- Адриан Рамос — Фаустинт
- Сусана Камини — Рут
- Роберто д'Амико — Рамон Ривальсаба
- Тито Васконкелос — Гойо
- Оскар Санчес — Рикардо Кастаньедо
- Энрике Ромо — Тото
- Рикардо Лесама — Матиас
- Карлос Бонавидес — Эктор
- Адальберто Матинес «Ресортес»
- Вирма Гонсалес

#### Приглашённые актёры
- Педро Варгас
- Ампаро Монтес
- Мария Луиса Ландин
- Альварито
- Иоланда Монтес
- Мария Виктория Сервантес
- Роса Кармина
- Консуэлито Веласкес

### Административная группа
- оригинальный текст и либретто: Карлос Ольмос
- либретто: Карлос Тельес
- консультант: Виоланте Вильямиль
- музыкальная тема заставки: La pasión de Isabela
- автор музыки к песне: Бебу Сильветти
- художник-декоратор: Кристина Мартинес де Веласко
- начальник места проживания актёров: Хосе Луис Гардуньо
- художник по костюмам: Алехандро Гастелум
- иллюминатор: Альфонсо Гонсалес
- редактор: Антонио Асеведо
- координатор производства: Рауль Эстрада
- менеджер производства: Хуан Осорио Ортис
- реализатор производства: Габриель Васкес Бульман
- дизайнер: Карлос Тельес

## Награды и премии

### TVyNovelas(1 из 6)
| Номинация                 | Персона             | Итоги премии |
| ------------------------- | ------------------- | ------------ |
| Лучшая теленовелла        | Карлос Тельес       | проигрыш     |
| Лучшая актриса            | Ана Мартин          | проигрыш     |
| Лучший актёр              | Эктор Бонилья       | проигрыш     |
| Лучший злодей             | Клаудио Брук        | проигрыш     |
| Лучшее женское откровение | Ана Сильвети        | ПОБЕДА       |
| Лучшее мужское откровение | Альфонсо Итурральде | проигрыш     |